# Мышиная бомба
«Мышиная бомба» (англ. bat bomb; США, зажигательная) — самая маленькая (17 граммов) авиационная бомба в истории (выпускалась опытной серией, на вооружение не поступила). Предполагалось, что носителями этих бомб будут сбрасываемые с самолётов в специальных самораспаковывающихся контейнерах летучие мыши (бразильский складчатогуб) и после парашютирования контейнера над городами неприятеля летучие мыши проснутся и разлетятся по чердакам в поисках убежища.

## История
Принцип устройства был основан на использовании инстинкта летучих мышей. При охлаждении летучих мышей до определённой температуры они впадали в спячку. Это оружие предназначалось для поражения японских городов, где здания зачастую были построены из пожароопасного материала. В проекте «X-Ray» планировалось прикреплять к телу рукокрылых небольшие зажигательные бомбы с механизмом замедленного действия и выдерживать их при температуре 4 °C, при которой рукокрылые впадают в спячку. А затем — выпускать с самолётов на самораскрывающихся парашютах над территорией Японии, чтобы проснувшиеся после приземления складчатогубы рассеивались по территории, забирались в труднодоступные места легковоспламеняющихся строений японцев и, загораясь, сеяли панику. Эффект по возгоранию такой операции предполагался в десять раз сильнее, чем эффект обычной бомбардировки. Изобретатель устройства хирург-стоматолог Литл С. Адамс предлагал использовать летучих мышей, огромные колонии которых живут в пещерах в юго-западных пустынях США. В 1948 году в интервью в Бюллетене Национального спелеологического общества Адамс вспоминал:
«Я только что был в пещерах в Карлсбаде, и был чрезвычайно впечатлён полётом летучих мышей… Могут ли миллионы летучих мышей быть оборудованы зажигательными бомбами и сброшены с самолётов? Что может быть более разрушительно, чем бомбёжка зажигательными бомбами?»
Хотя эта идея была весьма необычна, изобретатель, который был другом жены президента Делано Рузвельта, добился президентского одобрения, и президент попросил руководство ВВС разобраться с практичностью этого проекта. В своём письме он подчеркнул, что хотя эта идея крайне необычна, изобретатель «не сумасшедший». Вскоре после этого на проект было выделено несколько миллионов долларов.

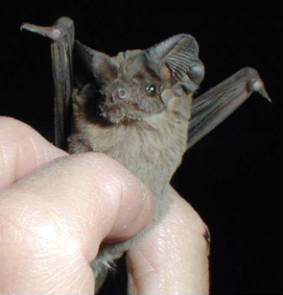
Бразильский складчатогуб

Летучие мыши, которых предполагалось использовать в качестве носителя зажигательного устройства, весили около 9–15 граммов, однако при этом они могли нести груз, превышающий их собственный вес в три раза. Было предусмотрено, что десять бомбардировщиков B-24, на каждом из которых будет по сотне контейнеров с мышами, совершив рейд с Аляски, могли бы выпустить 1 040 000 летучих мышей с напалмом над объектами промышленных городов в заливе Осака. Для надёжного действия устройства были разработаны специальные контейнеры, медленно опускающиеся с парашютом на землю, что давало мышам время выйти из спячки. Исследователи поначалу рассматривали возможность использования крупных бульдоговых летучих мышей, которые смогли бы нести приличную бомбу массой в полкило, однако выяснилось, что они немногочисленны, поэтому было принято решение использовать бразильских складчатогубов. Зажигательная бомба представляла собой целлюлозный пенал (получивший маркировку «H-2 unit») с загущенным керосином, который пришивался к складке кожи на груди мыши хирургической скрепкой и нитью. Были разработаны два варианта зажигательных бомб: 17-граммовая, которая горела 4 минуты, и 22-граммовая, которая горела 6 минут, давая 30-см радиус воспламенения. Миниатюрный взрыватель представлял собой подпружиненный ударник, удерживаемый на месте стальной проволокой. Когда бомбы были подготовлены для использования, раствор хлорида меди вводили в полость, через которую проходила стальная проволока. Хлорид меди разъедал проволоку, и через полчаса, в момент, когда она была полностью разъедена коррозией, ударник резко сдвигался вперед, нанося удар по капсюлю-воспламенителю и поджигая керосин.
Для проверки эффективности устройства в 1943 году в пустыне была построена типичная японская деревня, на которую были спущены летучие мыши с бомбами. Мыши успешно доставили бомбы в здания и государственная комиссия постановила, что устройство было «эффективным». На следующий день начальство ВВС провело инспекцию нового оружия на воздушной базе в Калсбаде во время которого несколько мышей с бомбами внезапно вышли из спячки и улетели, прячась в деревянные ангары на базе. В результате эти здания сгорели дотла. Этот неприятный инцидент также подтвердил потенциал нового оружия.
Несмотря на успешные испытания устройства, на вооружение оно принято не было и американцы предпочли использовать более традиционные зажигательные бомбы (см. например, Бомбардировка Токио 10 марта 1945 года).
Проект в итоге был свёрнут ввиду быстрого завершения войны.

## Видео
- Интервью с одним из участников проекта на YouTube
- War Stories Oliver North The Bat Bomb  на YouTube